# Équipe cycliste Eurocar GS
L'équipe cycliste Eurocar GS est une équipe cycliste ukrainienne, ayant le statut d'équipe continentale depuis sa création en 2021.

## Classements UCI
L'équipe participe aux épreuves des circuits continentaux et en particulier de l'UCI Europe Tour. Les tableaux ci-dessous présentent les classements de l'équipe sur les différents circuits, ainsi que son meilleur coureur au classement individuel.
UCI Europe Tour
| UCI Europe Tour | UCI Europe Tour        | UCI Europe Tour                           | UCI Europe Tour |
| Année           | Classement par équipes | Meilleur coureur au classement individuel |                 |
| --------------- | ---------------------- | ----------------------------------------- | --------------- |
| 2022            | 103e                   | Vitaliy Novakovskyi (1262e)               |                 |
|                 |                        |                                           |                 |
| Source : UCI    |                        |                                           |                 |

L'équipe est également classée au Classement mondial UCI qui prend en compte toutes les épreuves UCI et concerne toutes les équipes UCI.
| Classement mondial | Classement mondial     | Classement mondial                        | Classement mondial |
| Année              | Classement par équipes | Meilleur coureur au classement individuel |                    |
| ------------------ | ---------------------- | ----------------------------------------- | ------------------ |
| 2022               | 196e                   | Vitaliy Novakovskyi (1970e)               |                    |
|                    |                        |                                           |                    |
| Source : UCI       |                        |                                           |                    |

## Eurocar GS Cycling Team en 2022
| Cycliste             | Date de naissance | Nationalité | Équipe 2021                   |  |
| -------------------- | ----------------- | ----------- | ----------------------------- |  |
| Volodymyr Dzhus      | 23 juin 1993      | Ukraine     | Eurocar Grawe Ukraine         |  |
| Roman Gladysh        | 12 octobre 1995   | Ukraine     | Lviv Cycling Team (2018)      |  |
| Pavlo Kobzar         | 19 juin 2003      | Ukraine     |                               |  |
| Mykola Kravchuk      |                   | Ukraine     | Amore & Vita                  |  |
| Yevhenii Kriachko    | 13 mars 2002      | Ukraine     | Eurocar Grawe Ukraine         |  |
| Andrii Movchan       | 3 mars 2002       | Ukraine     | Eurocar Grawe Ukraine         |  |
| Andriy Nizelskiy     | 26 novembre 2002  | Ukraine     |                               |  |
| Vitalii Novakowskyi  | 16 avril 1997     | Ukraine     | Eurocar Grawe Ukraine         |  |
| Oleksander Smetaniuk | 29 décembre 2001  | Ukraine     | Lviv Continental Cycling Team |  |
| Serhii Sydor         | 25 octobre 2002   | Ukraine     | Eurocar Grawe Ukraine         |  |
| Maksym Vasilyev      | 14 avril 1990     | Ukraine     | Eurocar Grawe Ukraine         |  |